# Amo de las Marionetas
El Amo de las Marionetas (nombre real Phillip Masters) es un personaje ficticio, un supervillano de los Cuatro Fantásticos que aparece en los cómics publicados por Marvel Comics.
Utiliza arcilla radiactiva para hacer títeres de las personas que a continuación puede controlar, poniéndoles cadenas y moviéndolos como marionetas; es de suponer que tiene algún tipo de habilidad psiónica que le permite hacer esto. Tiene un profundo odio a  La Cosa, que está románticamente interesado en su hijastra, Alicia Masters. En una ocasión trató de apoderarse del mundo, pero fue frustrado este esfuerzo por los Cuatro Fantásticos.

## Historia publicada
Su primera aparición fue en Los Cuatro Fantásticos 1 #8 (noviembre de 1962) y fue creado por Jack Kirby. Su origen fue revelado en Marvel Team-Up 1 #6 (enero de 1973).

## Biografía ficticia del personaje
Phillip Masters, el hombre que se convertiría en el Amo de las Marionetas nació en la pequeña nación balcánica ficticia de Transia, en Dragorin. Se trasladó a los Estados Unidos a la edad de ocho años. Él era socialmente inadaptado y no tenía amigos. (De acuerdo con Spider-Man Family #4, su madre murió cuando él era joven y se metían con el a menudo, lo que le llevó a su vez a convertir a sus títeres en "amigos".)
Después de que terminara la Universidad hizo negocios con Jacob Reiss. Philip estaba celoso de la riqueza de Reiss y de su familia y decidió sabotear su lugar de trabajo, pero Reiss lo sorprendió in fraganti y al pelear con él este murió accidentalmente en una explosión. La hija de Reiss, Alicia, fue atrapada en la explosión y como resultado quedó ciega.
Diciendo que la explosión fue un accidente, comenzó una relación con la esposa de Reiss, Marcia y luego se casó y adoptó a Alicia. Cuando murió su esposa fue más de lo que podía soportar y perdió la cordura. Fue entonces que comenzó a experimentar con el barro radiactivo que de alguna manera era capaz de utilizar el control de organismos psiónicamente en individuos específicos. Pensó explotar este talento al máximo y elaboró un plan para dominar el mundo. No llegó muy lejos con el plan pues antes los Cuatro Fantásticos se lo impidieron. Tuvo éxito en la captura de la Mujer Invisible y planeó una fuga masiva de la cárcel utilizando la confianza del alcalde. Cayó de una ventana después de tropezar con la mano de Alicia y parecía haber muerto.
Se reveló que había sobrevivido y tras unos meses fue dado de alta. Luego controlará a Namor y lo utilizará para combatir a los Cuatro Fantásticos. También enfrentará a la Antorcha Humana y a La Cosa entre ellos. Se asociará con el Pensador Loco y utilizará a los X-Men originales para enfrentarse a los Cuatro Fantásticos. Trabajará en equipo de nuevo con el Pensador, quien se convertiría en su aliado frecuente, se enfrentará a La Cosa y a la Antorcha de nuevo e incluso usará maniquíes animados de tamaño natural para luchar contra ellos.
Más tarde aparecerá entre un grupo de criminales reunido por el  Doctor Muerte. A continuación, controlará a Namor de nuevo. Se enfrentará a los X-Men originales a través del control mental sobre  Mímico. También propiciará una batalla entre Hulk y Namor mediante el control del primero.
La siguiente alianza será con el Pensador Loco y Cabeza de Huevo en su intento de chantaje a los EE. UU. Forzará a Iron Man para que luchara contra el  Capitán Marvel. Volvió a formar equipo con el Pensador y atacó a los Cuatro Fantásticos usando androides de sus enemigos del pasado. Controlará a Monstroid y lo enfrentará con Spider-Man y  Visión. Con el Pensador, luchará contra Spider-Man y La Cosa. Luego obligará a Thor a pelearse con los Cuatro Fantásticos. Él por entonces controlaba a  Demoledor y a Luke Cage. Eventualmente regresaba a su tierra natal donde se encontraba con Modred el Místico.
Con la ayuda del Doctor Muerte, atrapará a los Cuatro Fantásticos dentro de la ciudad artificial en miniatura de "Liddleville"; sus mentes estarán atrapadas dentro de los cuerpos de robots diminutos. Sin embargo finalmente será derrotado y aparentemente destruido por Muerte. Posteriormente su mente será resucitada en un cuerpo de arcilla radiactiva viva. Luchará contra La Cosa en el plano mental y su cuerpo de arcilla viva será destruido. Finalmente fue resucitado en su cuerpo original gracias a la Esfinge.
Cuando se pensó que había muerto cuando se cayó por la ventana de un edificio bastante alto, resultó que había sobrevivido milagrosamente. El Amo de las Marionetas ha exhibido una extraña habilidad para engañar a la muerte, esquivando amenazas mortales que han incluido explosiones de bombas, ahogamientos e incluso un ataque de un calamar gigante. Liddleville más tarde sería utilizado contra los Micronautas y X-Force.
En varias ocasiones por sus celos usaría su arcilla para manipular la vida de los Cuatro Fantásticos cuando estuviera relacionada con su hijastra, en particular para "defender" a su preciosa Alicia de casarse con La Cosa. Pero él estará tan indignado cuando ella se comprometa con Johnny Storm, también miembro de los 4F.
Con el Pensador Loco y el  Mago, intentará interrumpir la boda de la Antorcha Humana y Alicia. El plan era lanzar un ataque a la iglesia después de la ceremonia pero se sintió tan abrumado por el remordimiento al ver lo feliz que era Alicia al casarse con Johnny que se volvió contra sus socios, lanzando al  Hombre Dragón contra ellos: será su regalo de bodas para ellos.
Más tarde parecerá que se había reformado al volverse a casar y tener un hijastro; los juguetes que él haga a mano para su hijo causarán involuntariamente una batalla entre Power Pack y el alienígena Ciegramites. Revelaría más adelante a La Cosa que había descubierto que la Alicia que se había casado con Johnny en realidad era un Skrull.
Se ha mostrado en dos ocasiones al Amo de las Marionetas intentando dejar su (abiertamente) vida criminal detrás. En la primera, encontró un cierto grado de iluminación espiritual al servicio del filósofo/cultista multimillonario Satori, que lo contrató para construir con su arcilla un "hombre perfecto" que luego recibiría la vida y el poder cósmico de  Estela Plateada y absorbería la mente de Satori; todo ello para que pudiera sobrevivir a la muerte de su cuerpo y servir como un líder apropiado para su rebaño. Masters en algún momento dejó este culto y entró en un programa de protección de testigos de S.H.I.E.L.D., usando sus habilidades para ayudar al gobierno a través del bloqueo de los recuerdos de anteriores criminales también protegidos. Extenderá sus poderes para controlar a Ben Grimm y Alicia, engañando a Ben en una "vida de casado" con su decaida hija, a quien Ben había dejado de ver años antes. La Cosa fue liberada, pero los Cuatro Fantásticos le impidieron tomar cualquier medida de venganza sobre Masters dado su afiliación a S.H.I.E.L.D.
El Amo de las Marionetas vuelve a la vida criminal y a aliarse con el Pensador Loco. Utilizando un dispositivo construido por este, fue capaz de controlar a un gran número de no-super-humanos, sobre todo a los miembros de la Pandilla de la Calle Yancy, para causar una batalla entre las dos facciones diferentes en la Guerra Civil de los superhéroes.
Se revelará en esta historia que siempre planeó matar a las personas que trabajaron con él en sus últimos equipos y que tiene problemas para controlar su ira. Pensador Loco le dará el número de un buen terapeuta. Este cambio parece contradecir las interacciones previas entre los dos.
Ahora aparecerá en el negocio de vender esclavos (principalmente mujeres). Algunos de ellas son hembras superhumanas capturadas por miembros del Ejército de Chile bajo su control. Entre las secuestradas están  Sonámbulo, Tigra,  Garra Plateada,  Estatura y Araña. Tendrá esclavos varones que lucharán al azar hasta la muerte. Masters presuntamente morirá cuando él detone explosivos ocultos bajo la casa que utiliza como base mientras todavía estaba en el interior al luchar contra  Ms. Marvel.
Durante la historia de  Fear Itself, aparece en estado de coma en la enfermería de La Balsa. Se revelará que el Hombre Púrpura era el que tenía al Amo de las Marionetas para manipular a la organización de los Héroes de Alquiler de Misty Knight para establecer un grupo criminal a su servicio mientras él estaba en la cárcel. Antes de que pudiera matar a Masters, llegaron Electra y Sudario y le impidieron hacerlo. Púrpura dejó a Phillip y tomó el control de algunos internos para atacar a Electra y Sudario antes de escapar de La Balsa.
Aparecerá más tarde al lado de Misty Knight utilizando a los villanos del lado de esta como compensación por la manipulación del Hombre Púrpura.
El Amo de las Marionetas ha sido asesinado, con evidencias que sugieren que La Cosa era la persona responsable, ya que el crimen tuvo lugar en una habitación sellada en la que incluso Míster Fantástico apenas pudo entrar con Alicia como única testigo e incluso ella no pudo contar lo que había sucedido. Aunque La Cosa defiende su inocencia, él se deja ser encarcelado.

## Poderes y habilidades
El Amo de las Marionetas no ha revelado habilidades superhumanas, pero posee un intelecto de nivel genio y una vez fue un biólogo brillante con un doctorado en biología. Es un artesano de gran talento y muy dotado en la ciencia experimental. Su mayor fortaleza es su capacidad de crear títeres marioneta muy realistas con una velocidad extrema que él modela después de ver a gente real. Mediante una intensa concentración, es capaz de controlar las acciones físicas de cualquier persona a quien modele en uno de sus títeres. Cómo lo hacía nunca fue explicado salvo que utilizaba adecuadamente algún tipo de mezcla especial radioactiva. La arcilla que utilizaba en esta mezcla era mágica, ligeramente radiactiva y provenía de una zona remota cerca de la Montaña Wundagore, en Transia, lugar de prisión del anciano dios  Chthon. Masters puede tener algún tipo de habilidad psiónica que complementa este proceso, lo que le permite controlar a sus víctimas, aunque el proceso puede deberse al resultado de las propiedades mágicas de la arcilla. Él no puede controlar las acciones de criaturas de mente simple y su control puede ser roto por seres con fuerte fuerza de voluntad. Este control se limita a una persona a la vez y el grado de control disminuye con la distancia desde la persona controlada.

## En otros medios

### Televisión
- Apareció en el capítulo Sub-Mariner de The Marvel Super Heroes.

- Apareció en el episodio en 1982 del Increíble Hulk "Bruce Banner: Desenmascarado". Él toma el control de los residentes en la Ciudad de Mesa a la vez que intenta controlar a Hulk, su 'muñeco' Hulk incluso le permite ejercer una ligera influencia sobre Bruce Banner, aunque Banner simplemente se siente incómodo en lugar de caer bajo el control del Amo, causando simultáneamente que se manifieste la verdadera identidad del Hulk, aunque incluso cuando este se encuentra en su estado natural su pura fuerza de voluntad le permite romper finalmente la influencia del titiritero. La única persona de la que no tiene un títere es su hijastra Alicia, lo que permite a Bruce y Rick Jones seguirle la pista, Rick posteriormente utiliza los equipos de Masters para borrar toda la memoria de la verdadera identidad del Hulk antes de su destrucción.

- Apareció en las dos partes del episodio de  Los Cuatro Fantásticos "El origen de los Cuatro Fantásticos". A diferencia de la versión del cómic, este Amo de las Marionetas despreciaba a Alicia, la trataba como una carga y un peón para ser usada contra los Cuatro Fantásticos. Él tomó el control de La Cosa y lo utilizaba para capturar a la Mujer Invisible. Míster Fantástico liberó a La Cosa de su control y lo derrotó. Al regresar a su apartamento para reclamar su muñeca, termina con una pelea con Alicia y luego al parecer cayó desde la ventana del apartamento. Los Cuatro Fantásticos no fueron capaces de encontrar su cuerpo y afirmaron que "había desaparecido de la Tierra."

- Aparece en la serie de televisión Fantastic Four: World's Greatest Heroes. Al igual que Alicia, el Titiritero es afroamericano en esta serie. Debutando en el episodio "Puppet Máster", era un escultor cuya arcilla fue golpeada por un fragmento de la misma estación espacial donde los Cuatro Fantásticos se encontraban cuando consiguieron sus poderes. Después de tocar su arcilla, descubrió que puede manipular a la persona a quien esculpe lo que termina en él control de La Cosa y el secuestro de los artistas premiados y Alicia. Cuando los otros miembros Fantásticos llegaron, Masters esculpió a la Antorcha Humana y tomó el control de él hasta que Alicia rompió las esculturas y este es encarcelado. Sin embargo al final escapa disfrazándose con un par de gafas de sol hechas de arcilla. En el episodio "Strings", había manipulado a sus guardias para que le trajeran suficiente arcilla para controlar a todos los funcionarios de la ciudad, lo que le permitió tener a los 4F huidos y convertidos en criminales buscados. El objetivo final era tener a Reed Richards para aumentar sus poderes, pero fue frustrado. En la escena final, mientras está encerrado en  La Bóveda, se quita un poco de arcilla de debajo de la dentadura postiza, sólo para que la Mujer Invisible aparezca y se la quite.

### Cine
- En la edición extendida del DVD de los  Cuatro Fantásticos, La Cosa ve marionetas en una escena con Alicia Masters en su galería de arte. Ella dice que pertenecen a su padre.[34]

### Videojuegos
- Apareció en el videojuego de los Cuatro Fantásticos del 2005. Aunque tú no luchas directamente con él, envía varios objetos expuestos en un museo (ej. Momias y dinosaurios) después de que protejas a Alicia. Al final, después de que los héroes destruyen la estatua de Horus, se escapa por la puerta de atrás. Su última línea es "La próxima vez, fantásticos tontos, el Amo de las Marionetas no fallará." Los héroes no son conscientes de que él era responsable de la catástrofe. En el manual de instrucciones que viene con el juego, aparece su biografía, explicando que él utiliza arcilla radiactiva para controlar todo lo que él desea. Esta es probablemente la forma en que hizo los objetos expuestos en el museo y que cobran vida y atacan a los Cuatro Fantásticos.

## Acogida
En agosto de 2009, en TIME aparece el Amo de las Marionetas como uno de los "Top 10 Personajes más extraños de Marvel".